# Marjorie Bruce

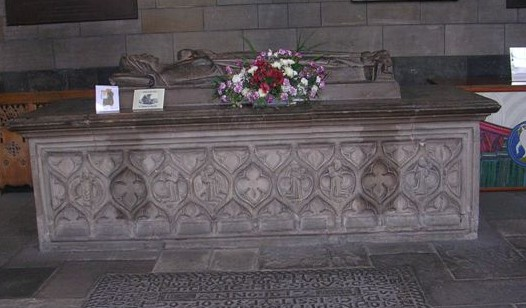
Marjoriin náhrobek (klášter Paisley)

Marjorie Bruce (anglicky Marjorie de Brus, prosinec 1296, Dundonald – 2. března 1316, Paisley) byla nejstarší dcera skotského krále Roberta I. Bruce a jeho první manželky Isabely z Maru; manželka Waltera Stewarta, 6. nejvyššího hofmistra Skotska a matka skotského krále Roberta II. Jejím pradědečkem byl Robert VI. de Brus.
Marjoriina matka, Isabela zemřela při porodu. Roku 1302 se její otec oženil znovu, za manželku si vybral Alžbětu z Burgh. 27. března 1306 byli oba ve Scone korunováni skotským králem a královnou. Korunovace se konala v období válek za skotskou nezávislost, v němž se hlavním nepřítelem Skotů stal anglický král Eduard I.
Koncem června 1306 byly královna Alžběta, 10letá Marjorie, dvě královy sestry a Isabela MacDuff, hraběnka z Buchanu, uvězněny Uilleamem II., lordem Rossem, a poslány do Anglie. Královnu Alžbětu poslali na zámek v Yorkshire. Mladá Marjorie a její teta Christina Seton skončily v klášterech, zatímco její teta Marie a hraběnka z Buchanu byly drženy v klecích po dobu několika let. Christopher Seton, manžel Christiny a vrah Roberta Comyna, byl popraven. Eduard I. chtěl i Marjorii věznit v kleci, ale změnil názor. Král zemřel 7. července 1307. Na trůn nastoupil jeho syn Eduard II., který následně držel zajatkyně v klášteře ještě asi 8 let. Marjorie byla konečně propuštěna na svobodu kolem roku 1314, možná díky výměně za anglické šlechtice zajaté po bitvě u Bannockburnu.
Walter Stewart, 6. nejvyšší hofmistr Skotska, který se v bitvě u Bannockburnu vyznamenal, byl odměněn rukou dospívající skotské princezny. Její věno zahrnovalo baronství Bathgate ve West Lothian.
O dva roky později jela těhotná Marjorie na koni poblíž Paisley v Renfrewshire. Její kůň se náhle splašil a shodil ji na zem. Mohyla, označující místo, kde se předpokládá, že Marjorie spadla ze svého koně, se nachází na křižovatce ulic Renfrew Road a Dundonald Road v Paisley.
Marjorie předčasně porodila v místním klášteře své jediné dítě, budoucího skotského krále Roberta II. Narození svého syna přežila jen o několik hodin a na místě byla i pohřbena.
Její syn nastoupil na trůn po svém bezdětném strýci Davidovi II. v roce 1371 jako Robert II. Její potomci, včetně Stuartovců a všech jejich následníků, se stali panovníky na skotském, anglickém a britském trůně.